# Belfast

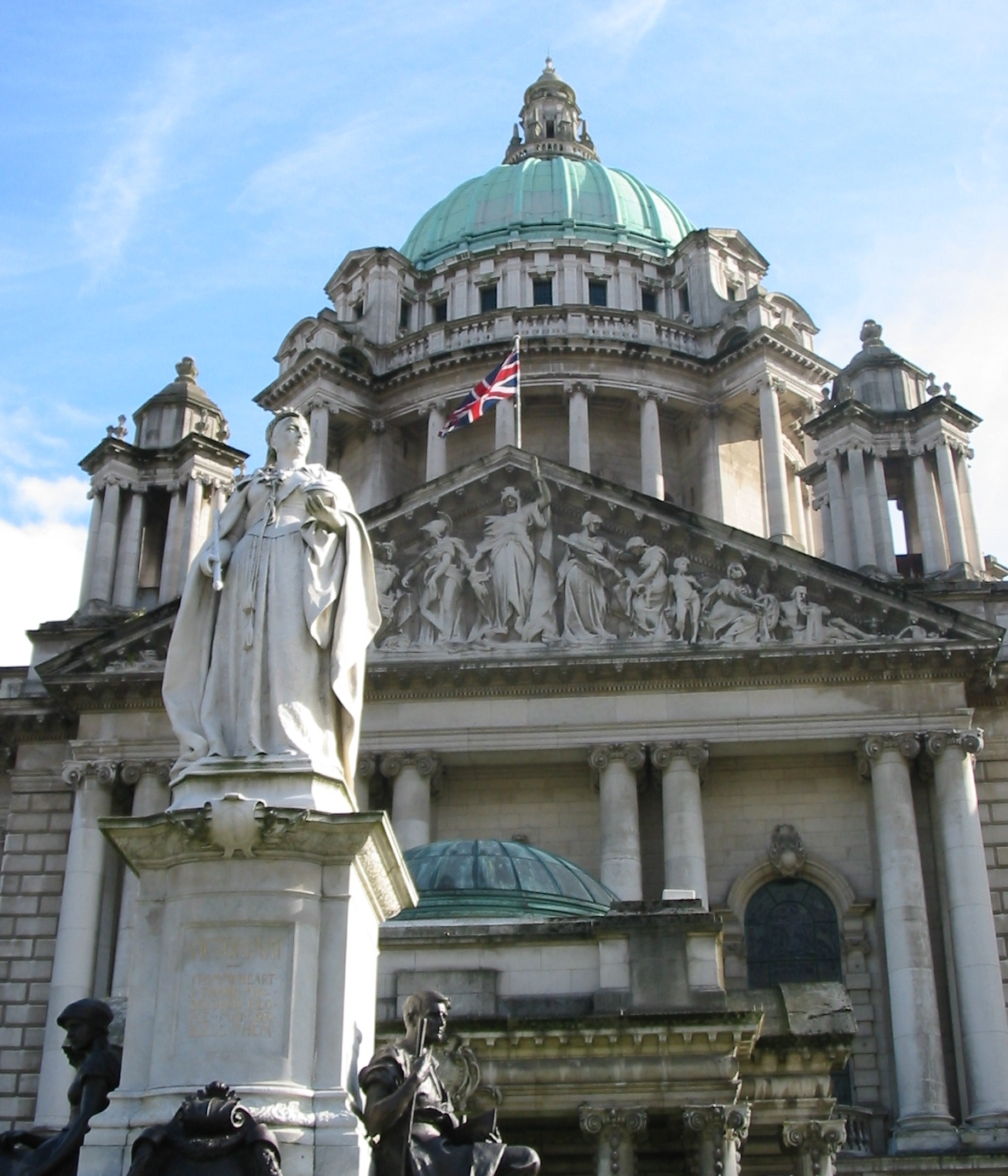
Tượng Nữ hoàng Anh Victoria ở tòa thị chính Belfast

Belfast (Tiếng Ireland: Béal Feirste, có nghĩa là cửa sông) là một trong các thành phố lớn ở Vương quốc Anh. Đây là thủ phủ và là thành phố lớn nhất của Bắc Ireland cũng như lớn nhất ở tỉnh Ulster và là thành phố lớn thứ hai trên đảo Ireland sau Dublin. Theo cuộc điều tra dân số ở Anh năm 2001, thì dân số sinh sống trong vùng đô thị Belfast là 277.391 người, trong khi có 579.276 người sinh sống ở vùng "Greater Belfast".
Belfast nằm ở duyên hải bờ biển phía đông của Bắc Ireland, liền kề với hai hạt Antrim và Down. Thành phố bao phủ bởi nhiều cánh đồi ở phía bắc gồm cả đồi Cavehill mà được xem là đã truyền cảm hứng cho Jonathan Swift viết nên tiểu thuyết Gulliver's Travels. Tác giả đã phác họa chúng giống như hình dáng một người khổng lồ đang ngủ để che chở cho thành phố. Belfast nằm gần cửa sông Lagan và ở phía cuối tây nam vịnh Belfast, một vịnh dài tự nhiên lý tưởng cho ngành đóng tàu và chính điều này đã làm cho Belfast trở nên nổi tiếng. Khi con tàu Titanic được đóng tại Belfast năm 1912, tập đoàn đóng tàu Harland and Wolff ở Bắc Ireland đã có nhà máy đóng tàu lớn nhất thế giới.
Một vài hình ảnh về Belfast

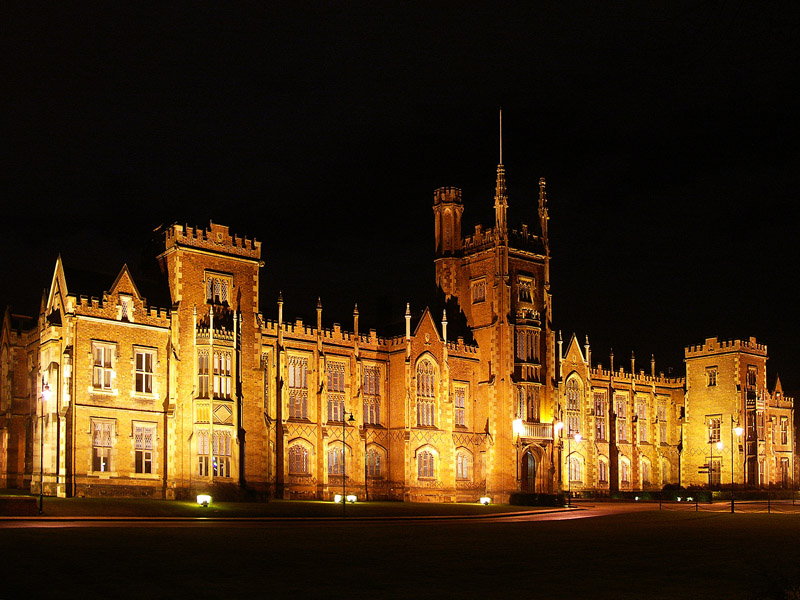
Đại học Queen ở Belfast
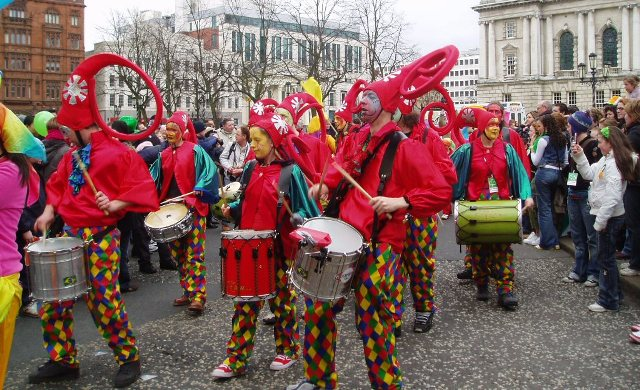
Lễ hội thánh St Patrick ở Belfast
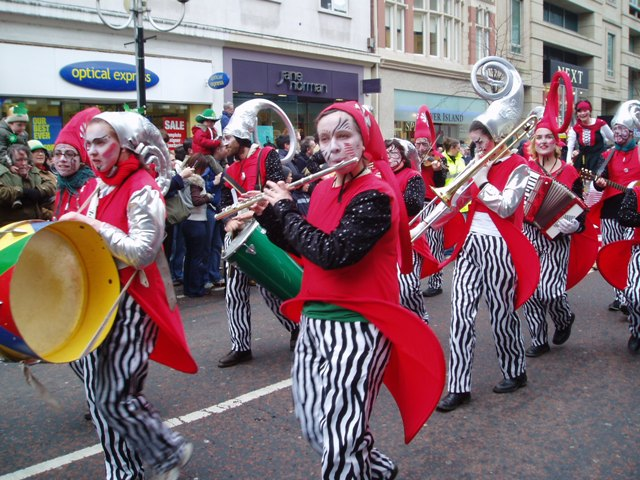
Diễu hành ngày St Patrick's Day